# Capasa insulata
Capasa insulata là một loài bướm đêm trong họ Geometridae.